# Yves Villoni
Pas d'image ? Cliquez ici

a Compétitions nationales et continentales officielles uniquement.

b Matchs officiels uniquement.
Yves Villoni, né le 18 mars 1966 à Cavaillon, est un joueur de rugby à XIII français évoluant au poste de pilier dans les années 1980 et 1990.
Yves Villoni fait ses débuts en Championnat de France avec le S.U. Cavaillon. Il  joue par la suite à Pamiers XIII, le S.O. Avignon, l'A.S. Carcassonne, le XIII Limouxin et retour au  S.U. Cavaillon. Il y remporte avec Avignon la Coupe de France en 1989. Il connaît sept sélections avec l'équipe de France entre 1991 et 1992.

## Palmarès
- Collectif :
  - Vainqueur de la Coupe de France : 1989 (Avignon).

### Détails en sélection
| Matchs internationaux d'Yves Villoni | Matchs internationaux d'Yves Villoni | Matchs internationaux d'Yves Villoni | Matchs internationaux d'Yves Villoni | Matchs internationaux d'Yves Villoni | Matchs internationaux d'Yves Villoni | Matchs internationaux d'Yves Villoni | Matchs internationaux d'Yves Villoni | Matchs internationaux d'Yves Villoni | Matchs internationaux d'Yves Villoni | Matchs internationaux d'Yves Villoni | Matchs internationaux d'Yves Villoni |
|                                      | Date                                 | Adversaire                           | Résultat                             | Compétition                          | Poste                                | Points                               | Essais                               | Pen.                                 | Drops                                |                                      |                                      |
| ------------------------------------ | ------------------------------------ | ------------------------------------ | ------------------------------------ | ------------------------------------ | ------------------------------------ | ------------------------------------ | ------------------------------------ | ------------------------------------ | ------------------------------------ | ------------------------------------ | ------------------------------------ |
| sous les couleurs de la France       |                                      |                                      |                                      |                                      |                                      |                                      |                                      |                                      |                                      |                                      |                                      |
| 1.                                   | 24 novembre 1991                     | Papouasie-Nlle-Guinée                | 28-14                                | Test-match                           | Pilier                               | -                                    | -                                    | -                                    | -                                    |                                      |                                      |
| 2.                                   | 16 février 1992                      | Grande-Bretagne                      | 12-30                                | Test-match                           | Pilier                               | -                                    | -                                    | -                                    | -                                    |                                      |                                      |
| 3.                                   | 7 mars 1992                          | Grande-Bretagne                      | 0-36                                 | Test-match                           | Pilier                               | -                                    | -                                    | -                                    | -                                    |                                      |                                      |
| 4.                                   | 22 mars 1992                         | Pays de Galles                       | 6-35                                 | Test-match                           | Pilier                               | -                                    | -                                    | -                                    | -                                    |                                      |                                      |
| 5.                                   | 15 juin 1992                         | Russie                               | 66-6                                 | Test-match                           | Pilier                               | -                                    | -                                    | -                                    | -                                    |                                      |                                      |
| 6.                                   | 18 juin 1992                         | C.I.S.                               | 28-8                                 | Test-match                           | Pilier                               | -                                    | -                                    | -                                    | -                                    |                                      |                                      |
| 7.                                   | 11 décembre 1992                     | C.I.S.                               | 38-4                                 | Test-match                           | Remplaçant                           | -                                    | -                                    | -                                    | -                                    |                                      |                                      |